# Diplonevra termispinosa
Diplonevra termispinosa är en tvåvingeart som beskrevs av Ronald Henry Lambert Disney 1999. Diplonevra termispinosa ingår i släktet Diplonevra och familjen puckelflugor. Inga underarter finns listade i Catalogue of Life.